# Percilia
Las carmelitas (Percilia) son un género de peces de agua dulce de la familia de los percílidos. Las 2 especies que lo integran se distribuyen en biotopos templados o templado-fríos del sudoeste de América del Sur.

## Taxonomía
Descripción original
El género Percilia fue descrito originalmente en el año 1855 por el médico y zoólogo francés Charles Frédéric Girard, al mismo tiempo que describía su especie tipo, la única que sería conocida de este género durante tres cuartos de siglo, Percilia gillissi. Recién en el año 1927 el ictiólogo estadounidense —nacido en Alemania— Carl Henry Eigenmann sería el encargado de describir una segunda especie, Percilia irwini.
Etimología

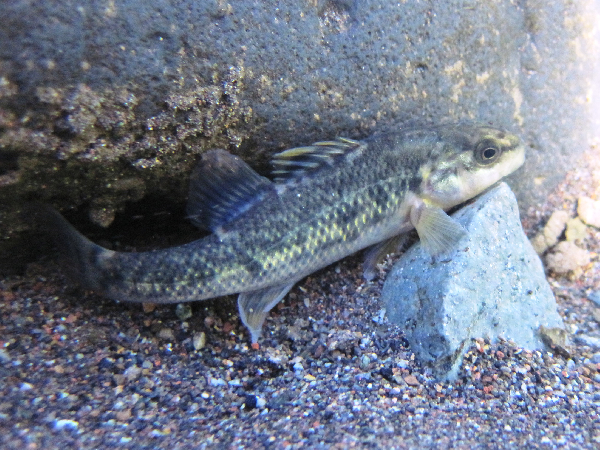
Carmelita de Concepción (Percilia irwini).

Etimológicamente, el término Percilia deriva del idioma griego, en donde: perke significa ‘perca’.

### Subdivisión
El género Percilia se subdivide en 2 especies.
- Percilia gillissi Girard, 1855 Carmelita común
- Percilia irwini Eigenmann, 1927 Carmelita de Concepción.

### Relaciones filogenéticas
Las revisiones taxonómicas más recientes incluyen a Percilia como el género tipo de la familia Perciliidae, siguiendo las consideraciones que habían sido propuestas por varios autores, ya desde el año 1923.
Registro fósil
El único registro fósil atribuido a este género (sin designación específica) corresponde a una dudosa asignación de 2 premaxilas, una maxilar, un dentario y una hyomandíbula, exhumados de estratos asignados al Mioceno de la Formación Cura Mallín (= río Pedregoso), Lonquimay, Región del Biobío, Chile.

## Características
Las carmelitas son peces pequeños (no suelen superar los 90 mm) de cuerpo oblongo o ligeramente alargado, cubierto con grandes escamas ctenoides. Carecen de escamas la región cráneo-frontal, el infraorbital 1 y la mandíbula superior, pero exhibe escamas de tipo cicloide en la mejilla y en la región opercular. El perfil de la cabeza redondea suavemente, con el hocico proyectado ligeramente anterior a la mandíbula inferior. Los huesos infraorbitario, opercular, subopercular, interopercular y post-temporal tienen márgenes lisos, mientras que el preopérculo está escasamente dentado.
Se conoce poco sobre la biología y comportamiento de sus especies, aunque se sabe que se alimentan de moluscos, insectos y crustáceos. Se cuenta con algunos informes sobre la reproducción y el comportamiento de P. gillissi y los cambios ontogenéticos que ocurren en P. irwini.

## Distribución y hábitat
Las carmelitas se distribuyen de manera endémica en ríos al occidente de la cordillera de los Andes en el centro-sur de Chile. Su área se extiende por el norte desde el río Aconcagua, llegando por el sur hasta el lago Llanquihue. Ambos extremos latitudinales son alcanzados por la especie de mayor geonemia, P. gillissi, puesto que P. irwini posee una distribución mucho más acotada, ya que está restringida a algunos afluentes del río Biobío en la Región homónima.

## Conservación
El estado de conservación de ambas especies es preocupante, por lo que han sido calificadas con categorías de amenaza.